# فلیچه جیموندی
فلیچه جیموندی (تلفظ ایتالیایی: [feˈli:tʃe dʒiˈmondi]؛ زادهٔ ۲۹ سپتامبر ۱۹۴۲-درگذشته ۱۶ اوت ۲۰۱۹) رکابزن حرفه‌ای سابق ایتالیایی است که در دوچرخه‌سواری جاده فعالیت می‌کرد. پس از قهرمانی جیموندی در ووئلتا اسپانیا در سال ۱۹۶۸، پس از ژاک آنکتیل به دومین دوچرخه‌سواری تبدیل شد که توانسته‌است برندهٔ هر سه گرند تور دوچرخه‌سواری جاده شود. او یک بار در سال ۱۹۶۵ برندهٔ تور دو فرانس و سه بار در سال‌های ۱۹۶۷، ۱۹۶۹ و ۱۹۷۶ برندهٔ جیرو دیتالیا شد. تاکنون یکی از تنها شش دوچرخه‌سواری است که توانسته‌اند به این افتخار دست یابند.

## زندگی‌نامه

### آغاز زندگی
مادر جیموندی نامه‌رسان بود و برای رساندن نامه‌ها از دوچرخه استفاده می‌کرد. جیموندی نیز دوچرخه‌سواری را به کمک فراگرفت. در سال ۱۹۶۴ در مسابقهٔ جادهٔ المپیک توکیو رکاب زد و آن را با رتبهٔ ۳۳ به پایان برد. در همان سال در نسخهٔ آماتور تور دو فرانس نیز قهرمان شد و در سال ۱۹۶۵ قرارداد حرفه‌ای با تیم سالوارانی امضا کرد.

### پیروزی در تور (۱۹۶۵–۱۹۶۶)

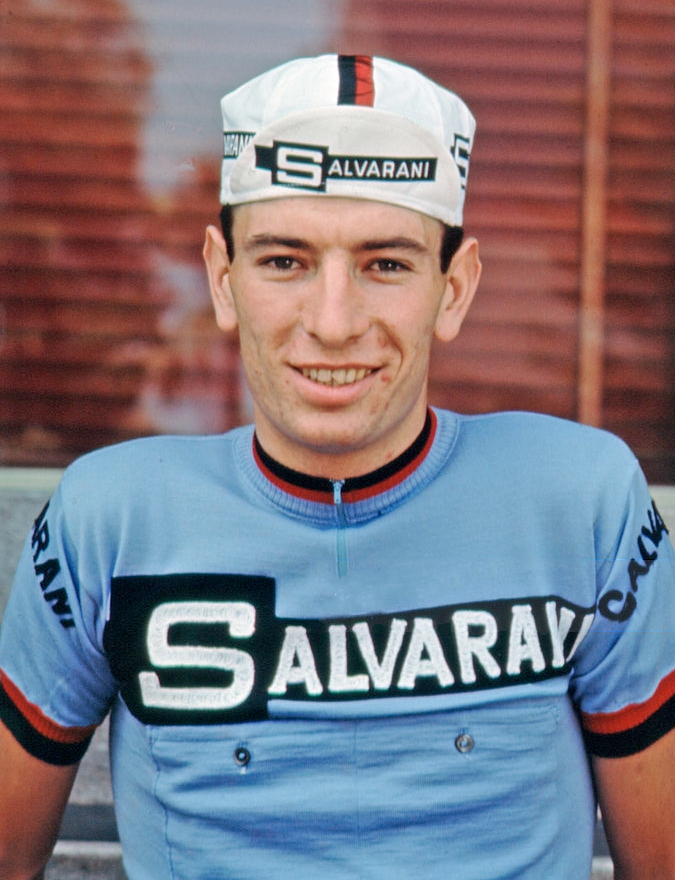
جیموندی در جیرو دیتالیای ۱۹۶۶

در سال ۱۹۶۵، کناره‌گیری یکی از رکابزنان تیم از فهرست ورودی تور دو فرانس باعث افزوده شدن نام جیموندی در آخرین لحظات به تیم شد. در مرحلهٔ دوم او به همراه دو رکابزن دیگر فرار کرد و دوم شد تا در رده‌بندی اصلی نیز به رتبهٔ دوم صعود کند. در مرحلهٔ سوم، در یک کیلومتری خط پایان فرار کرد و برندهٔ مرحله شد تا نخستین پیروزی خود در تور را در نخستین سال فعالیت حرفه‌ای خود کسب کند. همچنین توانست رهبری رده‌بندی اصلی را به دست آورد. در تایم تریل انفرادی بخش دوم مرحلهٔ پنجم نیز دوم شد و فاصلهٔ خود با نزدیک‌ترین تعقیب‌کنندگان در رده‌بندی اصلی را به بیش از ۲ دقیقه افزایش داد. در مرحلهٔ هفتم، یکی از هم‌تیمی‌های جیموندی، زمین‌خورد و به کمک تیم به مسابقه برگشت. این همکاری، باعث شد که جیموندی پیراهن طلایی را از دست بدهد. در مرحلهٔ نهم که کوهستانی بود، دوباره رهبری تور را به دست گرفت و با پیروزی در دو تایم تریل مرحله‌های ۱۸ و ۲۲ برتری خود را تثبیت کرد. در پایان، جیموندی توانست برندهٔ تور شود و تبدیل به قهرمان ملی ایتالیا شد.
جیموندی در سال ۱۹۶۶ در دو مسابقهٔ یادبود کلاسیک شامل پاریس–روبه و تور لمباردی پیروز شد.

### پیروزی در جیرو و ووئلتا (۱۹۶۷–۱۹۶۹)

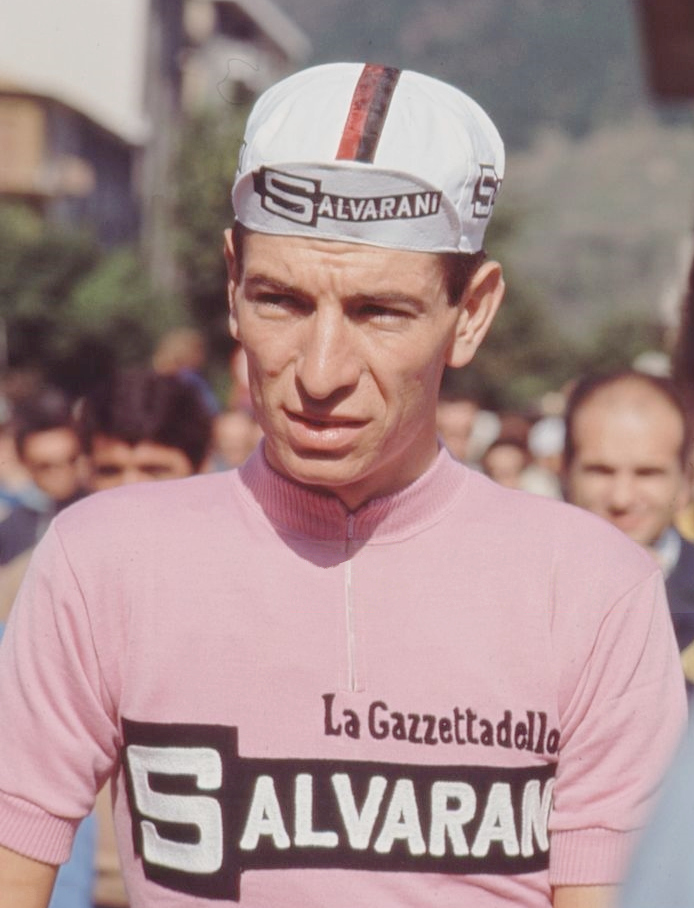
جیموندی در آغاز مرحلهٔ ۲۲ در جیرو دیتالیای ۱۹۶۷

جیروی ۱۹۶۷، سومین حضور جیموندی در مسابقات جیرو دیتالیا بود. او یک بار در سال ۱۹۶۵ بر سکوی سوم قرار گرفته‌بود و برندهٔ یک مرحله از جیروی ۱۹۶۶ شده‌بود. در مرحلهٔ ۱۶ توانست خود را به رتبهٔ دوم پشت سر ژاک آنکتیل برساند. سپس در مرحلهٔ ۲۱ چهارم شد و ۴ دقیق زودتر از آنکتیل به خط پایان رسید. او توانست برتری سه و نیم دقیقه‌ای بر آنکتیل به دست آورد و پیراهن صورتی را برای نخستین بار به تن کرد. در روز پایانی نیز این عنوان را حفظ کرد و برای نخستین بار، برندهٔ جیرو دیتالیا شد.
در سال ۱۹۶۸، جیموندی برای اولین و آخرین بار در ووئلتا اسپانیا شرکت کرد و توانست با فاصلهٔ بیش از ۲ دقیقه با نفر دوم، برندهٔ مسابقه شود. به این ترتیب، جیموندی پس از آنکتیل دومین رکابزنی شد که توانسته‌است برندهٔ هر سه گرند تور شود. در همان سال، مثبت بودن دوپینگ جیموندی در مرحلهٔ ۱۸ جیرو اعلام شد؛ ولی محرومیت یا جریمه‌ای به او تعلق نیافت و توانست جیرو را در سکوی سوم به پایان برساند. افزون بر این، نخستین قهرمانی خود در مسابقات قهرمانی جادهٔ ایتالیا را به دست آورد.
در سال ۱۹۶۹، در مرحلهٔ ۱۷ جیرو، ادی مرکس که تا آن زمان رهبر مسابقه بود، به دلیل دوپینگ اخراج شد. جیموندی توانست پیراهن صورتی را که پیشتر در دست او بود، به دست آورد و آن را تا پایان مسابقه حفظ کرد تا برای دومین بار، برندهٔ جیرو شود.

### مسابقات قهرمانی جهان (۱۹۷۰–۱۹۷۳)
در سال ۱۹۷۰ جیموندی در جیرو پس از مرکس به مقام دوم رسید. سپس در ۱۶ اوت در مسابقات قهرمانی جهان شرکت کرد و در مسابقهٔ استقامت جاده به مدال برنز دست یافت. در سال بعد نیز نتوانست موفقیت قابل توجهی در جیرو کسب کند و تنها فاتح دو مرحله شد. در مسابقات قهرمانی جهان، دوباره در استقامت جاده شرکت کرد. رقابت نهایی میان او و مرکس انجام شد و در نهایت، مرکس توانست به قهرمانی دست یابد و جیموندی مدال نقره را به گردن آویخت.
در سال ۱۹۷۲ جیموندی در تور دو فرانس بر سکوی دوم ایستاد. همچنین برای دومین بار، برندهٔ مسابقات قهرمانی جادهٔ ایتالیا شد. در سال ۱۹۷۳، دوباره نتوانست ادی مرکس را شکست دهد و پس از او به مقام دوم رسید؛ ولی در مسابقات قهرمانی جهان بالاخره توانست از او پیشی گیرد و قهرمان مسابقهٔ استقامت جاده شود.

### تلاش برای سومین پیروزی در جیرو (۱۹۷۴–۱۹۷۶)
جیموندی در جیروی ۱۹۷۴ پس از مرکس و جانباتیستا بارونکلی، سوم شد. در همان سال، توانست برندهٔ میلان–سانرمو شود. در سال ۱۹۷۵، در تور دو فرانس شرکت کرد و به مقام پنجم رسید؛ ولی نمونهٔ او که در پایان مرحلهٔ ۱۵ گرفته شده‌بود، مثبت اعلام شد که منجر به جریمهٔ زمانی ۱۰ دقیقه‌ای و جریمهٔ نقدی و محرومیت یک‌ماههٔ او شد. در نتیجه، به رتبهٔ ششم تور تنزل پیدا کرد.
در سال ۱۹۷۶، جیموندی برای دوازدهمین دورهٔ پیاپی در جیرو حضور یافت. در پایان مرحلهٔ ۸ توانست پیراهن صورتی رهبری تور را به دست آورد؛ ولی در پایان مرحلهٔ ۱۸ آن را از دست داد. در بخش نخست مرحلهٔ پایانی که تایم تریل انفرادی بود، دوباره جیموندی توانست رهبری مسابقه را پس بگیرد و برای سومین بار، قهرمان جیرو شود. به این ترتیب، برای نهمین بار جیرو را در یکی از رتبه‌های اول تا سوم به پایان رساند و رکورددار کسب سکو در جیرو شد. تا سال ۲۰۱۶ کسی نتوانسته‌است به رکورد جیموندی دست یابد.

### سال‌های پایانی و بازنشستگی
جیموندی در سال‌های ۱۹۷۷ و ۱۹۷۸ نیز در جیرو شرکت کرد؛ ولی نتوانست جزء ۱۰ نفر اول قرار گیرد. تنها موفقیت قابل توجه او در سال‌های پایانی، قهرمانی در مسابقهٔ شش‌روزهٔ میلان در سال ۱۹۷۷ بود. او در سال ۱۹۷۹ از دوچرخه‌سواری کناره‌گیری کرد. اکنون جیموندی رئیس تیم دوچرخه‌سواری بیانکی کانترویل است که در مسابقات کوهستان شرکت می‌کند.

## دستاوردها

### نتایج گرند تورها
| گرند تور        | ۱۹۶۵    | ۱۹۶۶   | ۱۹۶۷   | ۱۹۶۸   | ۱۹۶۹   | ۱۹۷۰ | ۱۹۷۱ | ۱۹۷۲   | ۱۹۷۳ | ۱۹۷۴   | ۱۹۷۵   | ۱۹۷۶ | ۱۹۷۷   | ۱۹۷۸   |
| --------------- | ------- | ------ | ------ | ------ | ------ | ---- | ---- | ------ | ---- | ------ | ------ | ---- | ------ | ------ |
| تور             | ۱       | نرفت   | ۷      | نرفت   | ۴      | نرفت | نرفت | ۲      | نرفت | نرفت   | ۵      | نرفت | نرفت   | نرفت   |
| پیروزی در مراحل | ۳       | —      | ۲      | —      | ۱      | —    | —    | ۰      | —    | —      | ۱      | —    | —      | —      |
| رده‌بندی کوهستان | ۴       | —      | ۴      | —      | ۶      | —    | —    | بی‌رتبه | —    | —      | ۵      | —    | —      | —      |
| رده‌بندی امتیازی | ۳       | —      | ۵      | —      | ۵      | —    | —    | ۶      | —    | —      | ۱۷     | —    | —      | —      |
| جیرو            | ۳       | ۵      | ۱      | ۳      | ۱      | ۲    | ۷    | ۸      | ۲    | ۳      | ۳      | ۱    | ۱۵     | ۱۱     |
| پیروزی در مراحل | ۰       | ۱      | ۰      | ۱      | ۰      | ۰    | ۲    | ۰      | ۱    | ۰      | ۰      | ۱    | ۰      | ۰      |
| رده‌بندی کوهستان | بی‌رتبه  | بی‌رتبه | ۳      | بی‌رتبه | ۳      | ۷    | ۹    | بی‌رتبه | ۴    | بی‌رتبه | بی‌رتبه | ۱۱   | بی‌رتبه | بی‌رتبه |
| رده‌بندی امتیازی | ناموجود | بی‌رتبه | بی‌رتبه | بی‌رتبه | بی‌رتبه | ۵    | ۳    | ۴      | ۳    | بی‌رتبه | ۳      | ۳    | بی‌رتبه | بی‌رتبه |
| ووئلتا          | نرفت    | نرفت   | نرفت   | ۱      | نرفت   | نرفت | نرفت | نرفت   | نرفت | نرفت   | نرفت   | نرفت | نرفت   | نرفت   |
| پیروزی در مراحل | —       | —      | —      | ۱      | —      | —    | —    | —      | —    | —      | —      | —    | —      | —      |
| رده‌بندی کوهستان | —       | —      | —      | ۴      | —      | —    | —    | —      | —    | —      | —      | —    | —      | —      |
| رده‌بندی امتیازی | —       | —      | —      | بی‌رتبه | —      | —    | —    | —      | —    | —      | —      | —    | —      | —      |

| ۱        | برنده                               |
| ۲–۳      | سه نفر اول                          |
| ۴–۱۰     | ده نفر اول                          |
| ۱۱–      | گذر از خط پایان                     |
| نرفت     | در مسابقه شرکت نکرد                 |
| ناتمام-x | به پایان نرساند (انصراف در مرحله x) |
| DNS-x    | آغاز نکرد (عدم شرکت در مرحله x)     |
| اخراج    | اخراج شد                            |
| ناموجود  | مسابقه/رده‌بندی انجام نشد            |
| بی‌رتبه   | در رده‌بندی گنجانده نشد              |